# Territorio de Papúa

Distribución de las colonias europeas en Nueva Guinea
Territorio de la Nueva Guinea neerlandesa (Países Bajos)
Territorio de Papúa (Gran Bretaña)
Territorio de Nueva Guinea alemana (Alemania)

El Territorio de Papúa comprendía el cuarto sudoriental de la isla de Nueva Guinea desde 1883 a 1949. Se convirtió en protectorado británico en el año 1884, y cuatro años más tarde fue formalmente anexado al Imperio británico como Nueva Guinea británica. Fue devuelta a la jurisdicción australiana en el año 1902, y en 1949 se unió con el territorio de la antigua Nueva Guinea alemana que había sido administrada por Australia después de la Primera Guerra Mundial por mandato de la Sociedad de las Naciones. El territorio combinado fue denominado el Territorio de Papúa y Nueva Guinea, y adquirió plena independencia respecto de Australia en el año 1975 bajo el nombre de Papúa Nueva Guinea. El Territorio de Papúa representaba a grandes rasgos la mitad de ese país y contenía la capital, Port Moresby.

## Historia

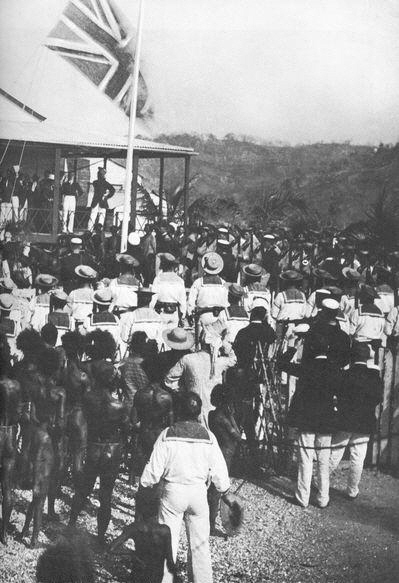
La bandera británica es izada en 1883 cuando Queensland anexó la parte sur de Nueva Guinea.

### Antecedentes
Evidencias arqueológicas sugieren que los humanos llegaron a Nueva Guinea por lo menos hace 60 000 años. Este pueblo melanesio desarrolló herramientas y la agricultura. Navegantes portugueses y españoles en rutas por el Pacífico Sur entraron en aguas de Nueva Guinea a principios del siglo XVI y en 1526-1527, Don Jorge de Menezes llegó a la isla principal, «Papúa». En 1545, es español Yñigo Ortiz de Retez dio a la isla el nombre de «Nueva Guinea» debido al parecido que encontró entre los habitantes de la isla y aquellos de la costa africana de Guinea. El conocimiento del interior de la isla permaneció escaso durante varios siglos después de la llegada de los primeros descubridores europeos.

### Anexión
En 1883 Sir Thomas McIlwraith, el primer ministro de Queensland, ordenó a Henry Chester (1832-1914), el magistrado de la policía en la isla Thursday proceder a Port Moresby y formalmente anexar Nueva Guinea y las islas adyacentes en el nombre del gobierno británico. Chester hizo la proclamación el 4 de abril de 1883, pero el gobierno británico repudió estos hechos.
El 6 de noviembre de 1884, después de que las colonias australianas prometieran apoyo financiero, el territorio se convirtió en protectorado británico.
El 4 de septiembre de 1888 fue anexado, conjuntamente con algunas islas adyacentes, por el Reino Unido como Nueva Guinea Británica.
La parte norte de la moderna Papúa Nueva Guinea, entonces conocida como Kaiser-Wilhelmsland  y parte de la colonia de la Nueva Guinea Alemana, estaban bajo control comercial alemán desde 1884 y pasó a estar directamente gobernada por el gobierno alemán en 1899.
En 1902, Papúa fue efectivamente transferida a la autoridad del nuevo dominio británico de Australia. Mediante la ley de Papúa de 1905 (Papua Act), el área fue oficialmente renombrada como Territorio de Papúa, y la administración australiana se constituyó formalmente en 1906.

### Segunda Guerra Mundial
Poco después de que empezara la Guerra del Pacífico, la isla de Nueva Guinea fue invadida por los japoneses. Papúa fue la región menos afectada. La mayor parte de Papúa Occidental, en ese tiempo conocida como Nueva Guinea Holandesa, fue ocupada, como lo fueron grandes partes del Territorio de Nueva Guinea (la antigua Nueva Guinea Alemana, que también está bajo mandato australiano desde la Primera Guerra Mundial). Sin embargo, Papúa estaba protegida en gran medida por su localización al sur y por la casi infranqueable cordillera Owen Stanley al norte.

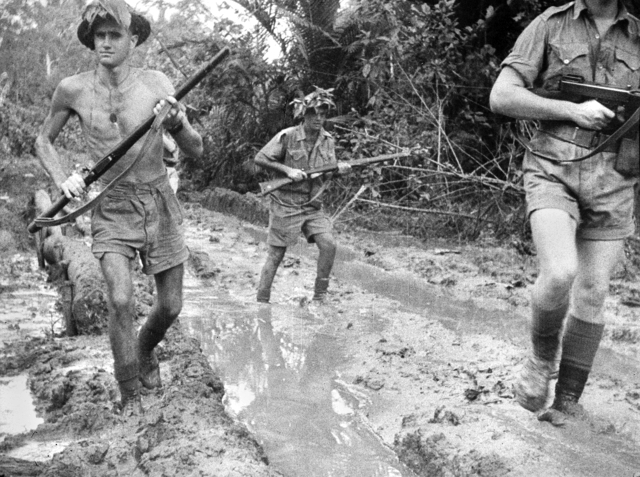
Tropas australianas en la bahía de Milne, Papúa. El ejército australiano fue el primero en infligir una derrota al Ejército Imperial Japonés durante la Segunda Guerra Mundial en la batalla de la bahía de Milne en agosto-septiembre de 1942.

La campaña de Nueva Guinea se abrió con las batallas por Nueva Bretaña y Nueva Irlanda en el Territorio de Nueva Guinea en 1942. Rabaul, la capital del Territorio fue recuperada por los japoneses entre el 22 y 23 de enero y se estableció una importante base militar desde donde los japoneses podían adentrarse al interior de Nueva Guinea, y avanzar hacia Port Moresby y Australia. Tras sus esfuerzos iniciales para capturar Port Moresby por vía marítima, interceptados por la Armada de los Estados Unidos en la batalla del Mar del Coral, los japoneses intentaron una invasión terrestre desde el norte vía el sendero de Kokoda. Desde julio de 1942, una pequeña reserva de batallones australianos, muchos de ellos jóvenes y poco entrenados, se enfrentaron en una acción de retaguardia contra un obstinado avance de los japoneses a lo largo del sendero de Kokoda, en dirección a Port Moresby, en la escarpada cordillera de Owen Stanley. Las milicias, agotadas y gravemente mermadas por las bajas, fueron relevadas a finales de agosto por las tropas regulares de la Segunda Fuerza Imperial Australiana, de regreso de la acción en el teatro Mediterráneo.
A principios de septiembre de 1942 la Armada Imperial Japonesa atacó la estratégica base de la Real Fuerza Aérea Australiana en la bahía de Milne, cerca de la punta oriental de Papúa. Fueron repelidos por el Ejército australiano, y la batalla de la bahía de Milne se recuerda como la primera derrota del Ejército japonés durante la Segunda Guerra Mundial. Las ofensivas en Papúa y Nueva Guinea en 1943-44 fueron la serie de operaciones jamás montadas por las fuerzas armadas australianas. El Comandante Supremo de las operaciones fue el general estadounidense Douglas MacArthur, siendo las operaciones planificadas y realizadas conjuntamente con el general australiano Thomas Blamey desde el cuartel general de las Fuerzas en Nueva Guinea en Port Moresby. La amarga lucha continuó en Nueva Guinea entre las fuerzas mayoritariamente australianas y el 18.º Ejército japonés con base en Nueva Guinea hasta la rendición de Japón en[1945.
La administración civil fue suspendida durante la guerra y ambos territorios (Papúa y Nueva Guinea) fueron puestos bajo la ley marcial durante este periodo.

### Unificación administrativa con Nueva Guinea
Después de la guerra, la ley de Papúa y Nueva Guinea de 1949 unificó el Territorio de Papúa y el Territorio de Nueva Guinea como Territorio de Papúa y Nueva Guinea. Sin embargo, a propósito de la ley de nacionalidad australiana, la distinción fue mantenida entre los dos territorios. La ley proporcionó un Concejo Legislativo (establecido en 1951), una organización judicial, un servicio público, y un sistema de gobierno local.
Bajo el ministro Australiano para Territorios Exteriores Andrew Peacock, el territorio adoptó un autogobierno en 1972 y el 15 de septiembre de 1975, durante el término del gobierno Whitlam en Australia, el Territorio se convirtió en el estado independiente de Papúa Nueva Guinea.